# Montividiu
Montividiu este un oraș în Goiás (GO), Brazilia.